# Бахтин, Иван Павлович
Ива́н Па́влович Ба́хтин (9 [22] июля 1910 года — 25 января 1994 года) — советский военный лётчик, участник Великой Отечественной войны в должности командира 190-го штурмового авиационного полка 214-й штурмовой авиационной дивизии 15-й воздушной армии Ленинградского фронта, подполковник.
Герой Советского Союза (18.08.1945), полковник запаса с 1946 года.

## Биография
Родился 9 (22) июля 1910 год в починке Ромаши (Емакаиха) Тожсолинской волости	Яранского уезда	(к 1941 году — в составе Кичминского района (ныне Пижанского района) Кировской области) в семье крестьянина. Русский. Окончил неполную среднюю школу. Работал учителем в селе Тужа, ныне посёлок городского типа Кировской области.
В 1930 году был призван в Красную армию. В 1932 году окончил Борисоглебскую военную школу лётчиков. Служил в строевых частях младшим лётчиком, командиром звена, командиром эскадрильи, командиром отряда. В 1940 году вступил в ВКП(б).
В 1942 году окончил ускоренный курс Военно-воздушной академии и с ноября 1942 года находился в действующей армии. Боевой путь начал командиром эскадрильи в 622-м штурмовом авиационном полку, затем в 190-м штурмовом авиационном полку.
Отличился в первых боевых вылетах под Сталинградом, водил на боевые задания группы штурмовиков Ил-2. В январе 1943 года за смелые и решительные действия по штурму Сальского аэродрома противника и нанесение противнику значительных потерь капитан Бахтин был награждён орденом Александра Невского.
В 1943 году был назначен командиром 190-го штурмового авиационного полка 214-й штурмовой авиационной дивизии. Полк под его командованием воевал в составе войск Южного, Северо-Кавказского фронтов и Отдельной Приморской армии. Участвовал в боях за освобождение Крыма. Летом 1944 года — Прибалтики.
Летом 1944 года 214-я Керченская штурмовая авиационная дивизия была переведена в состав 15-й воздушной армии 2-го Прибалтийского затем Ленинградского фронтов. 190-й штурмовой авиационный полк под командованием майора Бахтина принимал активное участие в наступательных операциях по освобождению Прибалтики. 9 августа 1944 года за отличия в боях за овладение городами Даугавпилс (Двинск) и Резекне (Режица) полку присвоено почётное наименование Двинского.
За время пребывания на фронте, к маю 1945 года, подполковник Бахтин совершил 102 успешных боевых вылета на штурмовку живой силы и техники противника, умело руководил боевыми действиями полка.
Указом Президиума Верховного Совета СССР от 18 августа 1945 года за образцовое выполнение заданий командования и проявленные мужество и героизм в боях с немецкими захватчиками подполковнику Бахтину Ивану Павловичу было присвоено звание Героя Советского Союза с вручением ордена Ленина и медали «Золотая Звезда» (№ 8593).
С 1946 полковник Бахтин — в запасе. Жил в городе Москве. Работал в Главном управлении Гражданского воздушного флота СССР. Скончался 25 января 1994 года.

## Награды
- Медаль «Золотая Звезда» Героя Советского Союза (№ 8593)
- Орден Ленина (№ 54338)
- Два ордена Красного Знамени
- Орден Трудового Красного Знамени
- Два ордена Александра Невского
- Орден Отечественной войны I степени
- Орден Отечественной войны II степени
- Два ордена Красной Звезды
- Медали

## Память
- Имя Героя выбито на гранитной стеле на Аллее Славы в парке Победы города Киров.

- Похоронен в Москве на Ваганьковском кладбище.